# Clever (Missouri)
Clever – miasto w Stanach Zjednoczonych, w stanie Missouri. Liczba mieszkańców w 2000 roku wynosiła 1024.